# Almirante (compositeur)
Pour les articles homonymes, voir Almirante.

Almirante présentant Salvador Barraca, en arrière-plan Nelson, Rubens, Valdemar, Pixinguinha et Alfredinho, Donga et João da Baiana en 1956.

Henrique Foréis Domingues (Rio de Janeiro, 1908 — Rio de Janeiro, 1980) est un chanteur et compositeur de samba ainsi qu'un animateur de radio brésilien, également connu sous le nom d'Almirante.
Son nom de code à l'âge d'or de la radio était : « le rang le plus élevé de la radio ».

## Biographie

### Jeunesse et formation
Fils de Eduardo Foréis Domingues et Maria José Foréis, Henrique Foréis Domingues naît dans le quartier Vila Isabel de Rio de Janeiro le 19 février 1908.
À la mort de son père survenue en 1924, il commence à travailler comme commis dans un magasin. L'année suivante, il est commercial chez Casa Cruz, puis travaille dans une usine de fils et enfin à la revue Costa Guimarães.
En 1926, il rejoint la Marine brésilienne comme réserve navale, étudiant le soir pour ne pas perdre son emploi. L'année suivante, le 5 juillet, il participe aux cérémonies de réception de l'hydravion Jaú. Foréis Domingues est assis à l'arrière d'un char qui traverse les rues de la capitale, avec le capitaine Matias da Costa, chef de réserve, assis à l'avant. Il est vêtu comme un infirmier, installé sur un tabouret, tout raide et amidonné. Dans la rue, la foule se demande : « Qui est devant ? C'est le commandant. Celui-là à l'arrière ? Ah, ce doit être l'Amiral ! » Le surnom est resté.
Après avoir servi dans la Marine, il a étudié la comptabilité et devient comptable pour plusieurs entreprises commerciales.

### Carrière
Pionnier de la musique populaire dans le pays, Almirante commence sa carrière musicale en 1928 dans le groupe amateur Flor do Tempo formé par des étudiants du Colégio Batista, dans le quartier de Tijuca, à Rio de Janeiro, après que Braguinha l'invite à une fête chez lui. Ce soir-là, il rencontre le groupe qui comprend notamment les guitaristes Braguinha, Alvinho et Henrique Brito. Almirante est invité à jouer du tambourin.
Le groupe se produit dans plusieurs fêtes privées ou des spectacles, et inclut toujours plus de membres. Quand il est invité en 1929 à enregistrer un album chez parlophone (filiale d'Odeon), il doit se résoudre à réduire le groupe à Braguinha (guitare et chant), Henrique Brito (guitare), Almirante (tambourin et chant) et un jeune talent de Vila Isabel, le guitariste Noel Rosa. Le groupe est alors renommé Bando de Tangarás, nom inspiré d'une légende de la côte du Paraná, la « danse des tangarás » qui raconte l'histoire d'un groupe d'oiseaux (les tangarás) qui se réunissent pour danser et chanter joyeusement. Le premier enregistrement du groupe et donc d'Almirante est l'embolada Galo garnizé, qui est la face B du cateretê Anecdota.
Foréis Domingues épouse la sœur de Braguinha, Ilka Braga Domingues, et s'installe avec elle dans un immeuble qui s'appelle par coïncidence Almirante (Cockrane).
Le groupe se dissout en 1933 mais Almirante poursuit sa carrière de chanteur, interprétant des sambas et des chansons de carnaval, dont beaucoup connaissent un grand succès et sont aujourd'hui des classiques de la musique populaire brésilienne, comme O Orvalho Vem Caindo (« La rosée est en train de tomber », Noel Rosa / Kid Pepe), Yes, Nós Temos Bananas (« Oui, nous avons des bananes ») et Touradas em Madri (« La tauromachie à Madrid », João de Barro / Alberto Ribeiro (pt)), entre autres.
Auteur de l'une des chansons de carnaval les plus célèbres, Na Pavuna (« À Pavuna (pt) », 1930), il possédait une immense bibliothèque et discothèque sur la musique brésilienne.
En 1951, il devient le premier biographe de la Poeta da Vila, lorsqu'il réalise la série d'émissions hebdomadaires No Tempo de Noel Rosa pour Rádio Tupi de Rio de Janeiro, avec des histoires, des témoignages et des interprétations de ses chansons, pour la plupart inédites. Entre le 18 octobre 1952 et le 3 janvier 1953, il publie A Vida de Noel Rosa, par chapitre, dans Revista da Semana. En 1963, avec le même titre que la série radiophonique, l'éditeur Francisco Alves publie son livre sur l'ancien membre du groupe Bando de Tangarás.
En dehors de la samba, Almirante est également devenu célèbre dans tout le Brésil pour avoir créé et présenté l'émission Incrível, Fantástico, Extraordinário sur Rádio Tupi, qui est ensuite devenue un film, une émission de télévision, une bande dessinée et un livre. Almirante recevait des lettres d'auditeurs tupi racontant des histoires mystérieuses qui leur étaient arrivées, et dans l'émission, ces récits étaient interprétés par des acteurs et des musiciens de la station de radio. Le programme a été diffusé tout au long des années 1950 et 1960, et jusqu'aux années 1990, de nouvelles versions ont été diffusées.

### Dernières années
En janvier 1958, Henrique Foréis Domingues est victime d'un accident vasculaire cérébral et frôle la mort. Cet accident l'oblige à réapprendre à parler, un événement qui le marque profondément.
Pendant toute sa durée d'activité, il s'est occupé de créer les archives de musique populaire acquises en 1965 par le Museu da Imagem e do Som (pt), à Rio de Janeiro.
Almirante meurt d'un anévrisme cérébral le 22 décembre 1980,.

## Chansons
Ses plus grands succès en tant que chanteur et/ou auteur-compositeur :
- 1930 - Na Pavuna
- 1931 - Eu Vou Pra Vila
- 1931 - Já Não Posso Mais
- 1933 - Prato Fundo
- 1933 - Moreninha da Praia
- 1933 - Contraste
- 1933 - O Orvalho Vem Caindo
- 1934 - Menina Oxigenê
- 1934 - Ninguém Fura o Balão
- 1935 - Deixa a Lua Sossegada (Braguinha et Alberto Ribeiro)
- 1935 - Pensei Que Pudesse Te Amar
- 1936 - Amor em Excesso
- 1936 - Marchinha do Grande Galo
- 1936 - Levei Um Bolo
- 1936 - Tarzan (O Filho do Alfaiate)
- 1937 - Vida Marvada
- 1937 - Apanhei Um Resfriado
- 1938 - Yes, Nós Temos Bananas
- 1938 - Touradas em Madrid
- 1939 - Hino do Carnaval Brasileiro
- 1939 - Vivo Cantando
- 1939 - O Que é Que Me Acontecia
- 1940 - Minha Fantasia
- 1941 - Não Sei Dizer Adeus
- 1941 - Qual Será o Score Meu Bem?
- 1951 - Marchinha do Poeta